# 11-й батальон территориальной обороны Киевской области
11-й батальон территориальной обороны Киевской области «Киевская Русь» (укр. 11-й батальйон територіальної оборони «Київська Русь») — отдельный батальон, созданный в Киевской области при содействии Штаба национальной защиты Киевской области и находящийся в оперативном подчинении Министерства обороны Украины.

## Предшествующие события
19 марта 2014 года Совет национальной безопасности и обороны Украины принял решение о создании оперативных штабов при областных государственных администрациях пограничных областей Украины. 30 марта 2014 года и. о. президента Украины А. В. Турчинов поручил руководителям областных администраций начать создание батальонов территориальной обороны в каждой области Украины.
30 апреля 2014 года было принято официальное решение возложить функции создания батальонов территориальной обороны в каждой области Украины на областные военные комиссариаты.

## Формирование

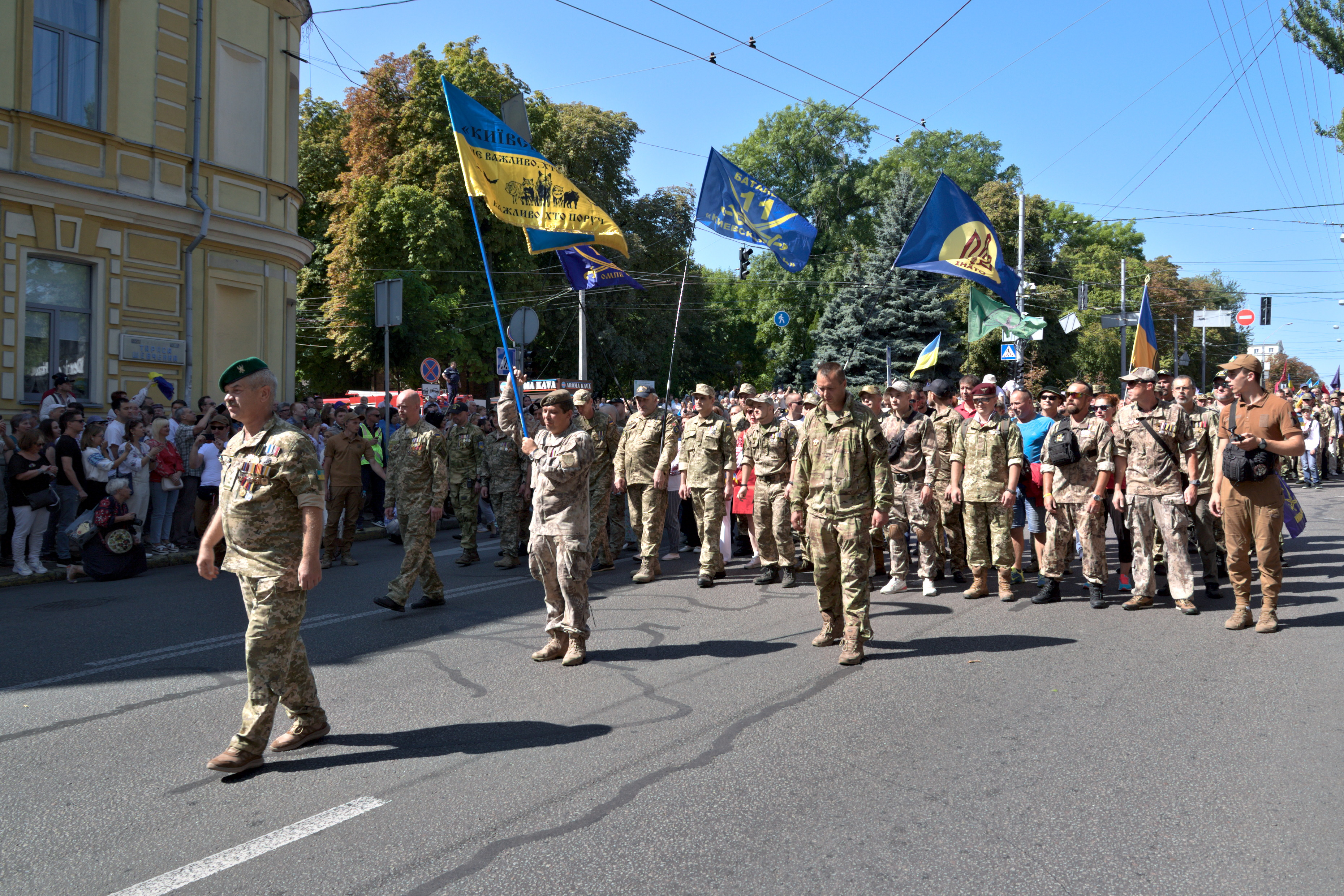
Участники батальона «Киевская Русь» на Марше защитников Украины, 24 августа 2019 г.

В начале мая 2014 года началось создание 11-го батальона территориальной обороны Киевской области. Личный состав батальона набирали из участников «сотен самообороны Евромайдана».
- помимо граждан Украины, в батальон вступил по меньшей мере один иностранец — участник Евромайдана, гражданин Молдовы К. В. Жереги[9].

Комплектование личным составом было завершено 10 июня 2014, батальон насчитывал 430 рядовых солдат и 32 офицера.
Личный состав батальона прошёл обучение в учебном центре «Десна».
31 июля 2014 года командир батальона А. Л. Гуменюк объявил о расширении штата батальона.
По состоянию на начало сентября 2014 года, батальон практически полностью состоял из идейно и идеологически мотивированного личного состава.
В составе батальона имеется сапёрный взвод и группа ракетно-артиллерийского вооружения (4 человека, занимающихся ремонтом и обслуживанием вооружения батальона: 3 военнослужащих батальона и оружейник-волонтёр И. Савельев).
В ноябре 2014 года 11-й батальон территориальной обороны «Киевская Русь» был преобразован в 11-й отдельный мотопехотный батальон «Киевская Русь».
В соответствии с указом президента Украины П. А. Порошенко № 44 от 11 февраля 2016 года оказание шефской помощи батальону было поручено Киевской городской государственной администрации.

## Деятельность

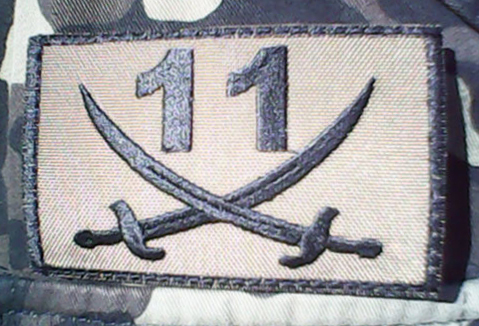
нарукавный знак защитной расцветки для полевой униформы

4 — 6 июля 2014 года батальон был переброшен железнодорожным транспортом в Харьков, а вслед за этим направлен в зону боевых действий на востоке Украины.
Батальон участвовал в боевых действиях в районе Славянска (в частности, подразделения батальона несли службу на горе Карачун и на блокпостах на дорогах к горе Карачун). Как сообщил командир батальона А. Л. Гуменюк, в этот период батальон потерял двух военнослужащих, которые были ранены осколками мин.
19 июля батальон попал под обстрел в Луганской области.
В дальнейшем, батальон был направлен в район Дебальцево.
15 августа 2014 в районе Дебальцево батальон вступил в бой с сепаратистами, в бою погибли командир батальона подполковник А. Л. Гуменюк и трое военнослужащих батальона, ещё около 10 военнослужащих батальона (в том числе, старшина Эдуард Малеваный) были ранены.
В ночь с 18 на 19 августа 2014 батальон попал под обстрел из «Градов» со стороны Луганска. Хотя погибших не имелось, было много раненых, а также выгорели почти все запасы батальона: форма, бельё, еда, средства гигиены.
4 сентября 2014 пресс-секретарь советника президента Украины Юрия Луценко Лариса Сарган сообщила, что под Дебальцево в Донецкой области сепаратисты окружили 11-й батальон «Киевская Русь». Позднее, пресс-служба АТО опубликовала сообщение, что обстановка в районе Дебальцево находится на контроле у руководства АТО и ситуация, в которой находится батальон, не является критической; депутат от партии «Свобода» Игорь Мирошниченко также выступил с заявлением, что «положение батальона не критическое». Позднее, в этот же день батальон получил приказ на выход из окружения.
По состоянию на 10 сентября 2014, батальон находился в «зоне С» (район Попасная — Троицкое — Дебальцево — Углегорск — Светлодарск — восточные предместья Дзержинска).
14 сентября 2014 был обстрелян блокпост в районе пгт. Чернухино Луганской области, на котором несли службу бойцы батальона, был убит пулемётчик.
19 — 20 сентября 2014 батальон участвовал в боях в районе Дебальцево: как сообщил командир батальона А. Савич, в результате миномётного обстрела противника была уничтожена автомашина батальона, потеряно много боеприпасов, а позже — ранены 5 бойцов батальона.
21 сентября 2014 снайперами был обстрелян блокпост в районе Дебальцево, на котором несли службу бойцы батальона, в результате двое военнослужащих были убиты, ещё один получил смертельное ранение и скончался во время доставки в госпиталь.
26 сентября 2014 военнослужащий батальона сообщил в интервью, что из 570 человек, которые вступили в батальон, после четырёх месяцев участия в боевых действиях в строю осталось 300, а помощь со стороны правительства и министерства обороны недостаточная и не обеспечивает потребности батальона в технике, продовольствии и одежде.
В ночь с 30 сентября на 1 октября 2014 не вернулась на позиции разведывательная группа «Балу» под командованием капитана И. С. Багирова в составе 4 военнослужащих, на следующий день, 1 октября 2014 были ранены ещё два военнослужащих батальона.
3 октября 2014 начальник разведки батальона В. Н. Коляда сообщил, что в результате обстрела позиций батальона противником была уничтожена часть ранее полученных грузов со снаряжением и обмундированием для военнослужащих батальона.
10-13 октября 2014 батальон был временно выведен из зоны АТО и прибыл в Черниговскую область. Бойцы находились на передовой свыше 90 дней. Сообщается, что общие потери батальона достигли шести военнослужащих погибшими и 4 пленными.
7 апреля 2015 в районе с. Опытное погибли два военнослужащих батальона.
9 апреля 2015 в ходе обмена пленными между Украиной и ДНР украинской стороне передали одного пленного военнослужащего батальона.
24 апреля 2015 в районе с. Опытное погиб один военнослужащий батальона.
28 апреля 2015 в селе Опытное Ясиноватского района в результате прямого попадания снаряда в дом, где находились украинские военнослужащие был смертельно ранен один военнослужащий батальона (2 мая 2015 года он скончался от полученных ранений).
11 мая 2015 при выполнении боевого задания погиб ещё один военнослужащий батальона.

## Техника, вооружение и снаряжение
Личный состав батальона вооружён стрелковым оружием, также на вооружении есть несколько крупнокалиберных пулемётов и несколько миномётов.
С момента формирования батальон был обеспечен снаряжением и средствами защиты в недостаточной степени, хотя часть обмундирования и снаряжения была куплена военнослужащими самостоятельно и предоставлена спонсорами, а ещё 370 бронежилетов, 200 кевларовых шлемов и 60 баллистических очков в период до 29 июня 2014 года было получено от спонсоров и волонтёров.
31 июля 2014 Кузьминецкий кирпичный завод передал батальону два внедорожника Nissan (пикапы с открытой грузовой платформой, которые можно использовать для быстрого перемещения личного состава, установки пулемётов и перевозки миномётов). Кроме того, один грузовик ЗИЛ-131 передала компания «Милитарист».
26 августа 2014 батальону был передан бронеавтомобиль «Скорпион-2», изготовленный на шасси Nissan Patrol 3.3 Diesel, который получил в батальоне прозвище «Жаба». В батальоне на «Скорпион-2» был установлен 12,7-мм пулемёт ДШК. В декабре 2014 броневик прошёл капитальный ремонт в автомастерской, был переименован в «Крокодил» и вновь отправлен на фронт.
5 сентября 2014 вдова командира батальона Елена Гуменюк передала батальону внедорожник Nissan Navara, который ранее был ей подарен депутатом Я. Н. Москаленко.
В дальнейшем, было объявлено о намерении изготовить для батальона ещё две бронемашины и начата постройка бронированного автомобиля «Скорпион-3» на шасси Ford Explorer 1993 года выпуска (достроен и передан в батальон 10 декабря 2014).
19 сентября 2014 батальон получил три МТ-ЛБ от министерства обороны, в начале октября 2014 они были отремонтированы и поступили на вооружение батальона.
В конце ноября 2014 начались работы по переоборудованию одного из МТ-ЛБ в машину поддержки пехоты (на бронемашину установили новый двигатель, спаренную 14,5-мм пулемётную установку, изготовленную из двух пулемётов КПВТ с боекомплектом 300 патронов и решётчатые противокумулятивные экраны). 17 декабря 2014 бронемашина получила название «Солоденька цукерочка» и поступила на вооружение батальона.
В декабре 2014 года Украинская православная церковь Киевского патриархата передала батальону санитарную машину «Peugeot», получившую название «Ласточка», а работники АНТК «Антонов» построили для батальона бронеавтомобиль на шасси Ford.
13 января 2015 батальон получил один восстановленный бронетранспортёр, получивший наименование «Люстратор».
15 февраля 2015 батальону были переданы 2 модернизированных БРДМ-2 «ВЕПР».
25 февраля 2015 батальону передали ещё один броневик, получивший название «Вовк» (а также вернули повторно отремонтированный броневик «Крокодил»).

## Командование
- командир батальона: подполковник А. Л. Гуменюк (до гибели 15 августа 2014 года), затем полковник А. А. Савич[69]
- заместитель командира батальона по работе с личным составом: подполковник И. В. Корба
- начальник инженерной службы батальона: капитан Е. А. Небыбко[70]